# Just Like Jazz
A Just Like Jazz a K.L.B. Trio első nagylemeze, amelyet 2009. április 7-én adtak ki az X-Produkció nevű kiadó jóvoltából. A lemez megjelenésének napján az együttes egy lemezbemutató koncertet is adott az A38 Hajón este nyolc órai kezdettel. A felvételeket egy két hetes szlovákiai turnén rögzítették, amely egy meghatározó időszak volt a zenekarnak.
A számok többnyire szabad improvizációkból állnak, de két feldolgozás is van a lemezen, mégpedig a Money című Pink Floyd szám, a másik pedig a Personal Jesus a Depeche Mode-tól.

## Számlista
Az összes szám szerzője a K.L.B. Trio, a kivételek fel vannak tüntetve. 
| #  | Cím            | Szerző(k)    | Hossz |
| -- | -------------- | ------------ | ----- |
| 1. | Folk           |              |       |
| 2. | Money          | Roger Waters |       |
| 3. | October 6th    |              |       |
| 4. | Doing          |              |       |
| 5. | Time Flies     |              |       |
| 6. | October 10th   |              |       |
| 7. | Just Like Jazz |              |       |
| 8. | Personal Jesus | Martin Gore  |       |

## Közreműködők
- Kaltenecker Zsolt - billentyűs hangszerek
- Lukács Péter - gitár
- Borlai Gergő - dob

## Külső hivatkozások
- MySpace